# Campo de Marte (París)
El Campo de Marte (en francés: Champ-de-Mars) es un vasto jardín público totalmente abierto situado en el séptimo distrito de París, entre la Torre Eiffel, al noroeste y la Escuela militar al sureste. Con sus 24,5 hectáreas, el jardín es uno de los espacios verdes más grandes de París. Rico de una historia bicentenaria, recibe a parisinos y turistas durante todo el año en una amplia gama de actividades. 
El 14 de julio de 1790 se celebró la fiesta de la Federación. El 17 de julio de 1791 se produjo la masacre del Campo de Marte y Jean Sylvain Bailly fue guillotinado el 12 de noviembre de 1793. Se celebró la fiesta del Ser supremo el 6 de junio de 1794. En el centro de la explanada se situó el altar de la Patria.

## Origen del nombre
Su nombre procede del Campo de Marte de  Roma (y por ello, de Marte dios romano de la guerra).

## Historia
El espacio que ahora ocupa el Campo de Marte originalmente solo era una explanada dedicada al cultivo de hortalizas. La construcción de la Escuela militar, diseñada por el arquitecto Jacques-Ange Gabriel, determinará, en 1765 su utilización. Se pensó, en primer lugar, en un campo de maniobras que se situaría al sur de la Escuela, emplazado en la actual plaza de Fontenoy. La elección de la explanada al norte conllevó la edificación de la noble fachada que, hoy día, cierra el Campo de Marte y que fue testimonio y marco de algunas de las más grandes fiestas de la Revolución.
Se niveló el terreno y se rodeó con un gran foso y una larga avenida flanqueada por olmos, quedando la explanada cerrada con una hermosa verja. La isla de los Cisnes en el río Sena, que estaba situada junto a la actual Torre Eiffel, al noroeste de la misma, fue incorporada a la ribera, para un buen efecto de perspectiva y un diseño geométrico de la explanada.

### Revolución francesa
La fiesta de la Federación, celebrada el 14 de julio de 1790, fue una gran fiesta revolucionaria. Este será, quizá, el único momento en el que la muchedumbre y el deseo de constituir un cuerpo unido, una Nación "una e indivisible" se conjugaron. Delante de 300 000 espectadores, Charles Maurice de Talleyrand-Périgord, la lideró, rodeado de una miríada de sacerdotes y de una cohorte de soldados. Luis XVI de Francia prestó juramento sobre la Constitución y Lafayette la leyó. Para la preparación de esta fiesta, todo el pueblo, todas las clases mezcladas, acudieron espontáneamente al lugar.
Durante la Revolución francesa tuvo lugar una matanza, en el Campo de Marte, el 17 de julio de 1791. La petición de los Cordeliers del 15 de julio de 1791 en la que se exige el final de la monarquía y se reclama que Francia se convierta en una república es llevada hasta el altar de la Patria levantado para el 14 de julio de 1790. Una muchedumbre se reúne en ese punto para solidarizarse y firmar dicha petición. La Asamblea constituyente ordena dispersar la manifestación. El alcalde de París decreta la Ley marcial que se anuncia con unas banderas rojas. Esta ley permite, a las fuerzas del orden, hacer uso de las armas. Lafayette intentó, en vano, dispersar a las masas, Jean Sylvain Bailly ordenó cargar sobre el pueblo, 50 personas murieron y varios centenares resultaron heridas. Una carga de caballería dispersó, finalmente, a la muchedumbre. La "masacre del Campo de Marte" agravó la escisión abierta entre moderados y revolucionarios, y entre revolucionarios y monárquicos o aristócratas.
Bailly pagó caro el fusilamiento del Campo de Marte el 17 de julio de 1791, que fue considerado como un crimen contra el pueblo con una ejecución que iba a ser llevada a cabo en el centro de la explanada, donde se alzaba el altar de la Patria que era el punto de reunión en el que se llevaban a cabo todas las concentraciones republicanas. El carácter sagrado del lugar fue invocado para impedir la ejecución. La guillotina se erigió en un rincón oculto en el Campo de Marte. En la esquina de la Bourdonnais fue guillotinado Jean Sylvain Bailly el 12 de noviembre de 1793.
El 6 de junio de 1794 Jacques-Louis David organiza la fiesta del Ser supremo en el Campo de Marte. Esta fiesta marca la apoteosis de la Revolución. Maximiliano Robespierre preside la fiesta que había empezado en el jardín de las Tullerías, lo que acarreará su caída.

### sigloXIX
En 1889, con motivo de la Exposición Universal, Gustave Eiffel terminó la construcción la torre Eiffel en la explanada del Campo de Marte. Este amplio espacio acogerá, asimismo, numerosas exposiciones universales y coloniales de París, así como las pruebas de florete y sable de los Juegos Olímpicos de 1900.

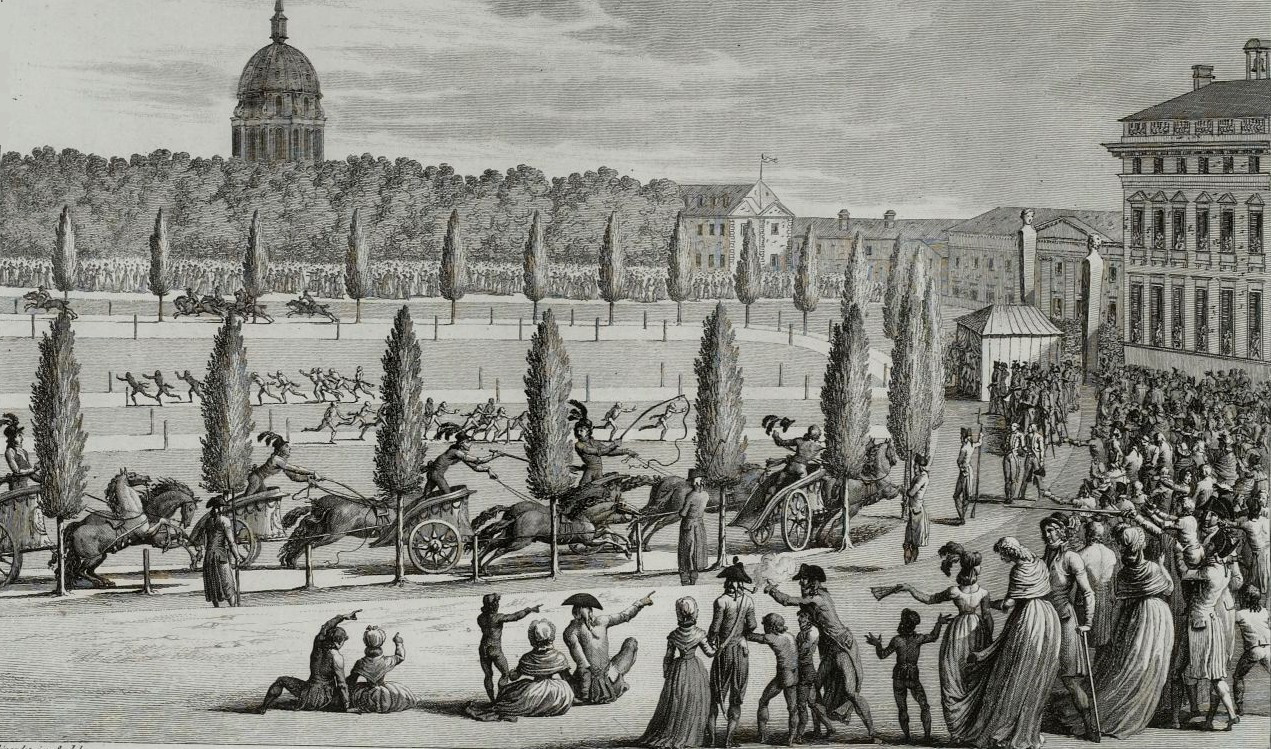
Olimpiadi della Repubblica (1796), (Museo de la Revolución francesa)
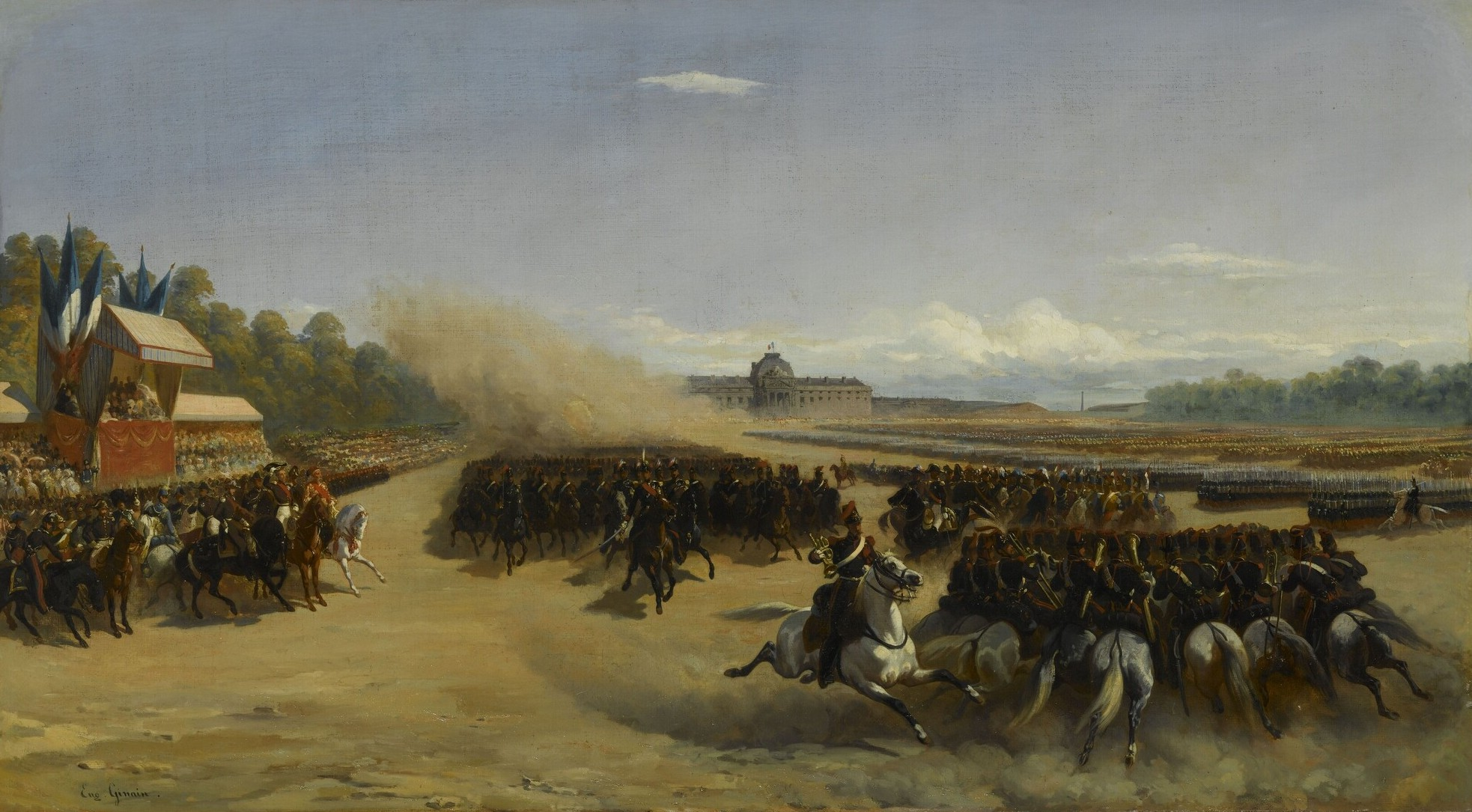
Una parada militar en el Campo de Marte en 1846 en honor de un dignatario egipcio
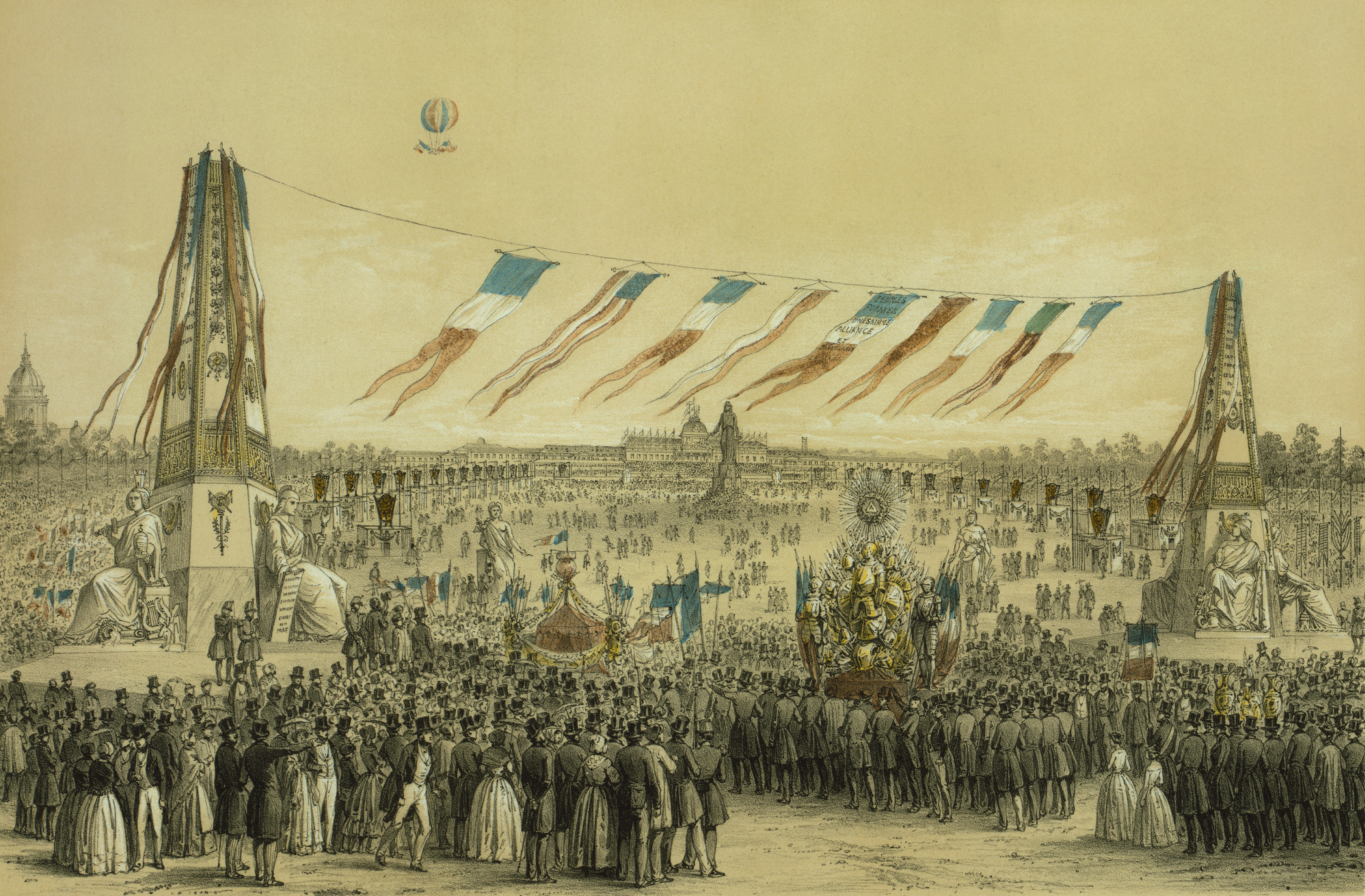
Fête de la Concorde, 21 de mayo de 1848. Llegada de las corporaciones al Campo de Marte
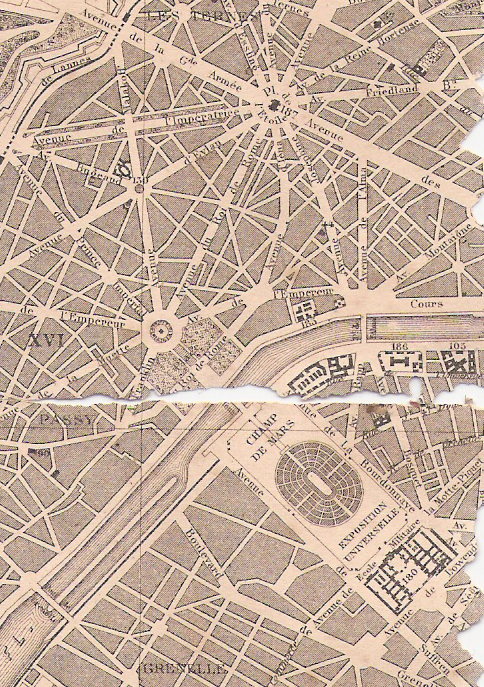
Plano de Paris (1867) con el edificio de la exposición universal de ese año en el Campo de Marte
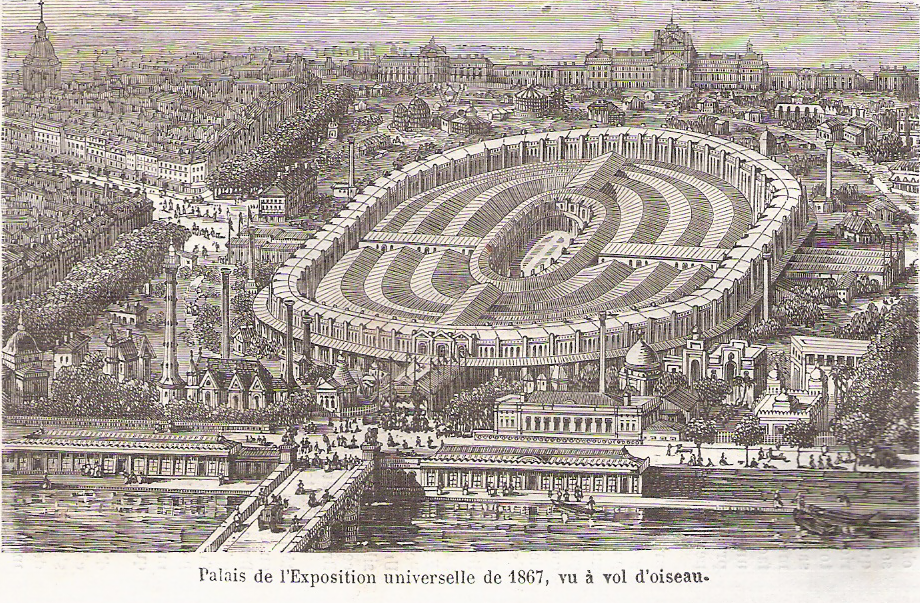
Palacio de la Exposición Universal de 1867, inmenso edificio que ocupaba todo el Campo de Marte

## Dimensiones

Entre la avenida de Gustave Eiffel que separa el parque de la Torre Eiffel al noroeste, y la avenida de la Motte Picquet que la rodea por el sureste, el Campo de Marte mide 780 metros de largo, con 220 metros de ancho entre el ala Tom Thierry al suroeste y el ala Adrienne Lecuvreur al noreste. Los numerosos caminos que se entrecruzan alrededor del Campo de Marte miden un poco más de 2 kilómetros por cada lado.

### Instalaciones
- Monumentos y estatuas: busto de Gustave Eiffel, obra de Antoine Bourdelle (1927), busto de Lucien Guitry de Paul Röthlisberger (1931), busto del general Gustave Ferrié de Sicard (1933), estatua ecuestre del mariscal Joffre de Maxime Real del Sarte (1939), monumento a los Derechos del Hombre de Ivan Theimer (1989) y Muro por la Paz (2000);
- dos jardines de niños con juegos, uno que contiene un carrusel;
- dos pequeñas canchas deportivas en duro, para fútbol sala o baloncesto;
- un quiosco de música;
- un teatro de guiñol, el «Théâtre guignol du Champ de Mars».